# Omocrates humilis
Omocrates humilis är en skalbaggsart som beskrevs av Louis Albert Péringuey 1902. Omocrates humilis ingår i släktet Omocrates och familjen Melolonthidae. Inga underarter finns listade i Catalogue of Life.